# Marsatac
Marsatac est un festival musical se déroulant à Marseille. Originellement consacré à la scène hip-hop marseillaise, il s'est élargi au fur et à mesure des années à la scène hip-hop internationale, à l'electro, au rock et, pour l'édition 2008, aux musiques africaines. La première édition a eu lieu en 1999.

## Lieu
Certaines éditions ont lieu à l'Espace Julien, d'autres aux Dock des Suds et d'autres sur l'esplanade du J4, tout près du fort Saint-Jean. Lors des éditions 2010 et 2011, le festival a lieu à la friche de la Belle de Mai. En 2012, pour la première fois, le festival se tient dans deux villes différentes, Marseille et Nîmes, et à des dates différentes. À partir de 2014, le festival fait son retour à la friche de la Belle de Mai pour deux ans. La 19e édition se tient au Parc Chanot, à Marseille.

## Historique[2]

### Années 1990

#### 1999
Le festival se déroule à l'Espace Julien à Marseille les 26 et 27 février 1999.
Pour cette première édition on trouve en programmation : 3e Œil, Faf Larage, Don't Sleep DJs, Puissance Nord, Psy 4 de la Rime, Turntable Dragun'z, Fonky Family, Appolo 13, Carré Rouge, Da Mayor, Phonk Neg'z, La Uma, Freeman.

### Années 2000

#### 2000
Cette deuxième édition a lieu aux Docks des Sud les 2 et 3 juin 2000.
On y retrouve IV My People, Freeman, 3e Œil, Sad Hill, Prodige Namor, K-Rhyme le Roi, Cheb A'ssa, Mafia Trece, Daddy Lord C, Bouga, Maximome, Dujeous (en), KDD, Don't Sleep DJs, Guem Percussions, DJ Feadz, Cedri'x, Tutto Matto, Dax Riders, L'Atome Vs Nickoh DJ, Organic Audio.

#### 2001
Pour cette édition, le festival retourne à l'Espace Julien les 1er et 2 juin 2001.
La programmation est : London Elektricity, DJ Vadim, Channel One Sound System, Mr Thing (en), J-Majik, Killa Kela (en), MC MC, Deejay Punk Roc, Le Lutin, DJ Dee Nasty, MC Youthman, MC Dynamax, Kafra (en), Sya Styles & DJ Majestic, Guem percussions, Raïner Truby, La Bijouterie, Troublemakers, Daddy Whitie, Tutto Matto, Bagatelle (William Geslin et Dominique Gauriaud), Pablo Valentino, Dj Don Vs Dj ride One ( Mars Exist Crew )

#### 2002
Cette édition doit se dérouler sur l'archipel du Frioul à l'Hôpital Caroline les 9 et 10 août 2002. Le 9 août, une violente tempête oblige à rapatrier les 3 000 festivaliers et à arrêter le festival. Le lendemain, devant l'hostilité des riverains, le festival est annulé.
Pour cette édition tronquée, sont au programme Yvi Slan, Kaiser Söze, Matéo & Gantelmi, Daddy Whitie, Jerk House Connexion, Le Bijoutier & DJ Cab, Cedric Benoit, Big Buddha & David Walters, DJ Mehdi, Alif Tree, Château Flight, The Cinematic Orchestra, 4 Hero, Pablo Valentino, Norman Jay (en), Naab, DJ Morpheus, Ghetto Blaster (en), Zero DB, Adam F & MC MC.

#### 2003

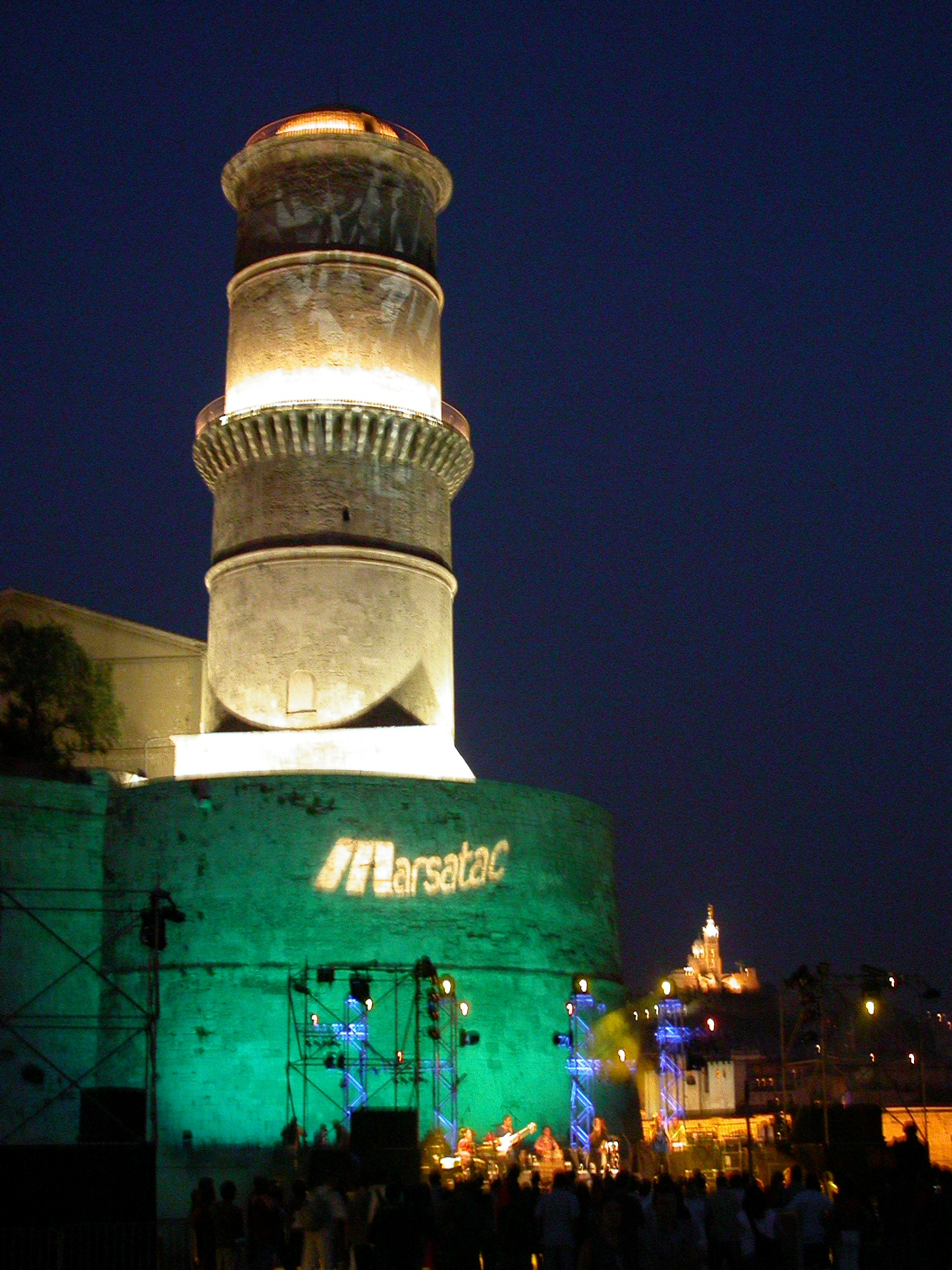
logo Marsatac sur le fort St Jean (édition 2003).

L'édition est prévue au Palais Longchamp avant d'être déplacée quelques semaines avant, à la suite des plaintes des riverains. La Mairie de Marseille déplace alors le festival vers le J4, vaste terrain du Port Autonome de Marseille, en bord de mer au pied du fort Saint-Jean, à proximité du Vieux-Port, et qui accueillera dix ans plus tard le MuCEM. Pour la première fois, le festival a lieu, non plus sur 2 jours mais 3, du 7 au 9 août 2003.
Au programme, Matéo & Gantelmi & Alcaline, The Cinematic Orchestra, The Bays, 4 Hero, Le Peuple de l'Herbe, Roni Size, Loop, Shade of Soul, Dujeous (en) + Equilibrium, Breaking Bread (en), Buck 65, Pablo Valenti, Eric Rug, + MC Dynamax, Dee Nasty, DJ Paul, Shogun, Strut DJ's, Norman Jay (en), Tony Allen, Big Buddha & David Walters, Naab, Cedr'x, Clotaire K, Andrew Weatherall, Markus Nicolai, Thomas Brinkman.

#### 2004
Le festival change une nouvelle fois de lieu d'accueil et se retrouve aux Docks des Suds, du 22 au 25 septembre 2004, à une période de l'année à laquelle aura lieu le festival pendant 12 ans.
À l'affiche, on trouve Mocky, Overhead, Detroit Grand Pubahs (en), Tiefschwarz, Gravité Zéro, Kid Koala, Dub Pistols, Roots Manuva, The Herbaliser, Black Strobe, The Plump Djs…

#### 2005
Le 6 septembre 2005, deux semaines avant le premier concert, le Dock des Suds, qui devait accueillir les deux plus grosses soirées du festival, est détruit par un incendie déclenché par la foudre. Marsatac est déplacé en catastrophe sur le J4, déjà utilisé en 2003,, et a bien lieu du 17 au 24 août 2005.
Cette édition accueille Motormark (en), Alex Smoke, Sébastien Schuller, Alif Tree et le collectif Compöse, Rona Hartner & DJ ClicK, Vibrion, Sage Francis, David Walters, Issa Bagayogo, Birdy Nam Nam, Laurent de Wilde, X-Ecutioners, The Herbaliser, Kid Koala, JoeyStarr & B.O.S.S crew, Psykick Lyrikah, Whitey, Riton, Kenny Larkin, The Film, Château Flight, dEUS, Agoria, Jack de Marseille…

#### 2006
Toujours sur le site du J4, cette édition a lieu du 21 au 30 septembre 2006, et accueille Bikini Machine, Bat for Lashes, Fink, Fujiya & Miyagi, Evil Nine (en), Mogwai, Matthew Herbert, Two Lone Swordsmen, Peaches, The Rapture, Jahcoozi, Vitalic, The Hacker, John Lord Fonda, Danton Eeprom, Public Enemy, DJ Qbert, Amon Tobin, Sayag Jazz Machine…
Le festival voit une augmentation significative du nombre de spectateurs avec 14 000 spectateurs.

#### 2007
Le festival se déroule principalement sur l'esplanade J4 mais aussi à l'abbaye Saint-Victor, le Cabaret aléatoire de la Friche de la Belle de Mai, l'Alhambra et la place de Lenche. Cette année-là, le festival attire 21 000 festivaliers sur deux week-ends du 21 au 29 septembre 2007.
On peut y voir : Pierre Henry, Mos Def, M.O.P., Modeselektor, Thomas Schumacher, Architecture in Helsinki, The Divine Comedy, The Dead 60s, Kill the Young, Swayzak, Chromeo, The Young Gods, Simian Mobile Disco, Nathan Fake, Guns of Brixton, TY, The Procussions, Svinkels, DJ Kentaro…
Cette année, le festival voit son affluence atteindre la barre des 20 000 spectateurs au total.

#### 2008

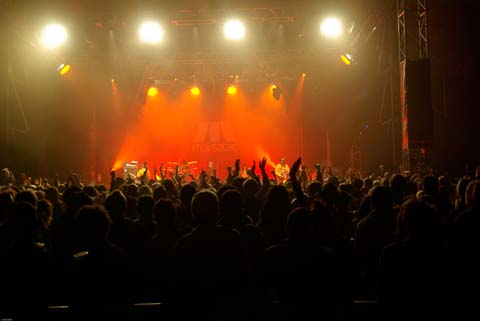
scène Marsatac édition 2008.

Le festival fête ses dix ans et pour l'occasion s'est élargi avec trois soirées, une carte blanche à Liverpool et une soirée avec l'Afrique en guest star. Marsatac se tient une nouvelle fois sur l'esplanade J4 et la fréquentation est record avec 27 000 spectateurs. Il se tient sur un week-end du 25 au 27 septembre 2008.
À l'affiche, Manu Dibango & Soul Makossa, Gilles Peterson, Hocus Pocus, Bauchklang, Benga & Skream, Platinum Pied Pipers (en), Saul Williams, Foreign Beggars, Looptroop Rockers (en), DJ Netik, Think Twice, Polysics, Ebony Bones, The Willowz, James Holden, Laurent Garnier, The Notwist, Chloé, Minitel Rose, Boys Noize, Goose…

#### 2009

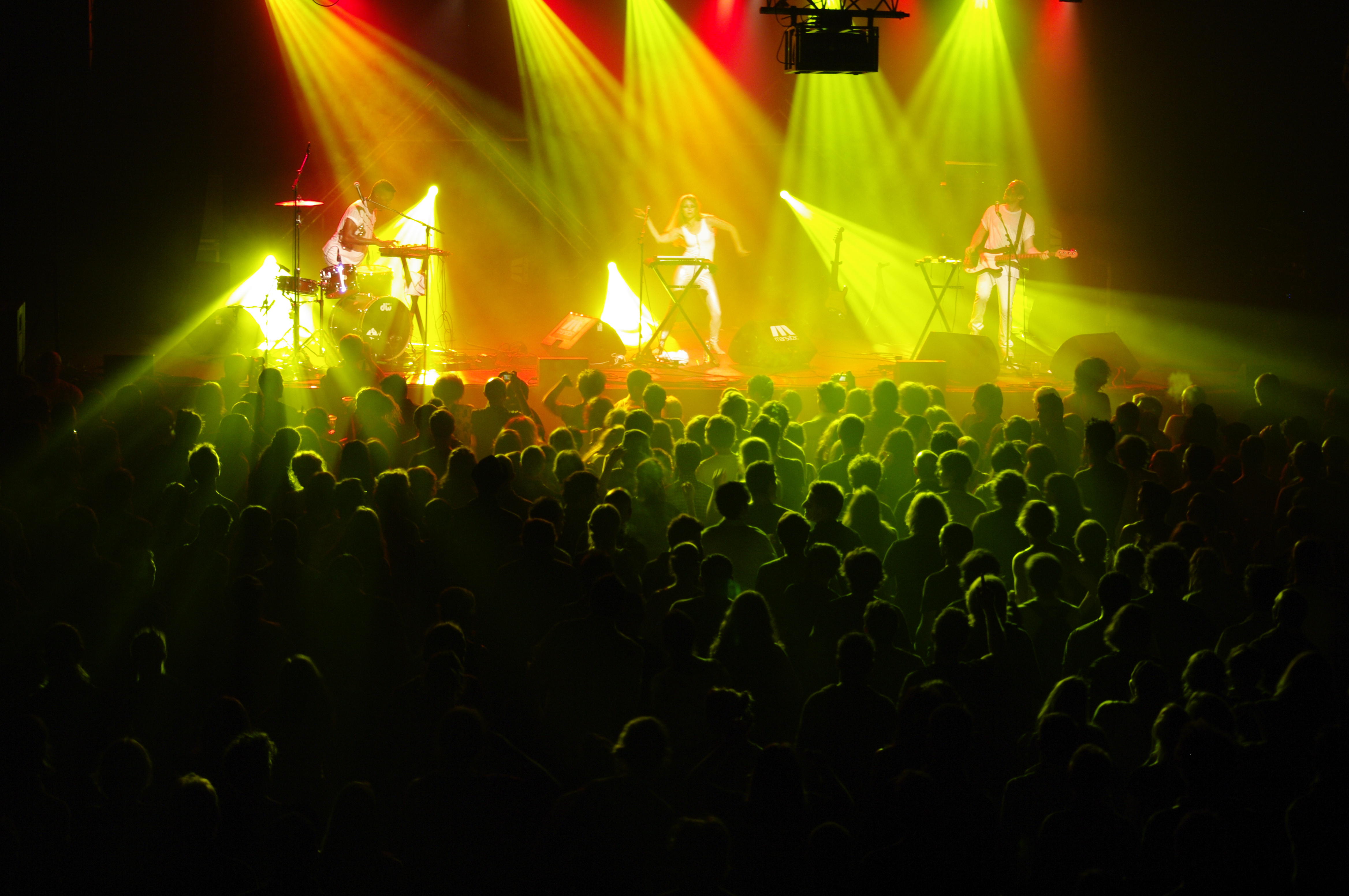
Festival Marsatac 2009.

Les travaux de construction du MuCEM étant censés débuter en septembre 2009 sur le J4, Marsatac s'est vu refuser l'accès au site. Le souhait formulé dès 2008 de s'installer sur les plages du Prado pour l'édition 2009 n'a pas été validé par la Ville de Marseille, qui a proposé au festival un site non viabilisé, et sujet à de potentiels glissements de terrain. Marsatac 2009 s'est finalement replié aux Docks des Suds en louant le lieu. Les travaux du MuCEM ont en réalité commencé le 30 novembre 2009, et un cirque et une fête foraine ont occupé les lieux sans être inquiétés entre fin septembre et début novembre. Le festival attire 24 500 spectateurs du 24 au 26 septembre 2009.
À l'affiche, Rachid Taha and friends, Speed Caravan, Aftershock (en), DJ Krush, Krazy Baldhead, Bumcello, L'Orchestre Poly-Rythmo de Cotonou invite les musiciens de Franz Ferdinand, Raekwon, The Mighty Underdogs (en), Beat Torrent, Buraka Som Sistema, Nils Petter Molvær, Battant, Success, Jack de Marseille, Archive, Au Revoir Simone, Art Brut, Étienne de Crécy, Felix da Housecat, South Central…

### Années 2010

#### 2010
Winter by Marsatac
Une édition hivernale du festival voit le jour en février 2010 à l'Espace Julien. Elle accueille Agoria, Zombie Nation, The Subs, Clara Moto, Sweet Alchemy, Surkin, Kavinsky, Gift of Gab (en), Little Dragon, Alif Tree.
Le festival
Pour l'édition de septembre 2010, des discussions sont en cours quant à la localisation du festival. La ville de Marseille a d'abord proposé un terrain dans le 15e arrondissement puis le site du Palais des Sports, tandis que les organisateurs soulignent que la capacité du palais des sports réduirait de moitié la fréquentation du festival par rapport aux années précédentes. Des terrains sur le port autonome sont également proposés par la mairie, mais sans qu'il n'y ait eu de concertation avec les acteurs du Port (direction, CGT). L'équipe du festival se tourne alors vers le site de la Friche Belle de Mai. Le 3 mai 2010, le festival est annoncé officiellement avec les premiers noms : Erol Alkan, Sage Francis, Beat Assailant et A Certain Ratio.
La programmation s'affine peu à peu avec : Erol Alkan, Mr. Oizo, A-Trak, Talib Kweli, Antipop Consortium, Le Peuple de l'Herbe, Beat Assailant, M.A.N.D.Y., A Certain Ratio, Sage Francis, Féfé, Tumi and the Volume, Aeroplane, The Qemists, Shaka Ponk, The Japanese Popstars, Daedelus, Danton Eeprom, The Killer Meters, Ghislain Poirier & MC Face T, Missill, Dr. Lektroluv, Iswhat?!, Cibelle, Beardyman, Misteur Valaire, Lexicon, Ezra & Los, Fedayi Pacha, Scratch Bandit Crew, Fowatile, Nasser, Paral-lel, Curry & Coco, Jamaica, Success, D.V.D, Humantronic, Blatta E Inesha, Naive New Beaters, Boogers, Mowgli, Dj Pfel, Djedjotronic…
Le festival attire 21 000 spectateurs du 23 au 25 septembre 2010.

#### 2011
Marsatac Calling
La version hivernale du festival Winter fait place à Marsatac Calling, série de quatre concerts dans différents lieux de la ville de Marseille. Les artistes invités sont Gentleman, Erol Alkan, Cold War Kids et Gonzales.
Le festival
Le festival conserve le même lieu que l'année précédente (le site de la Friche Belle de Mai) et se déroule du 29 septembre au 1er octobre 2011. À l'affiche, Xzibit, Stupeflip, Chinese Man, Stupeflip, Kanka, Death in Vegas, The Death Set (en), Friendly Fires, Skip the Use, Anthony Joseph, Housse de Racket, Black Lips, Modeselektor, Yuksek, Mondkopf, Cascadeur, Psykick Lyrikah, The Dø, Theophilus London…
Chaque soir, le festival est à guichets fermés pour un total de 23 000 billets vendus

#### 2012

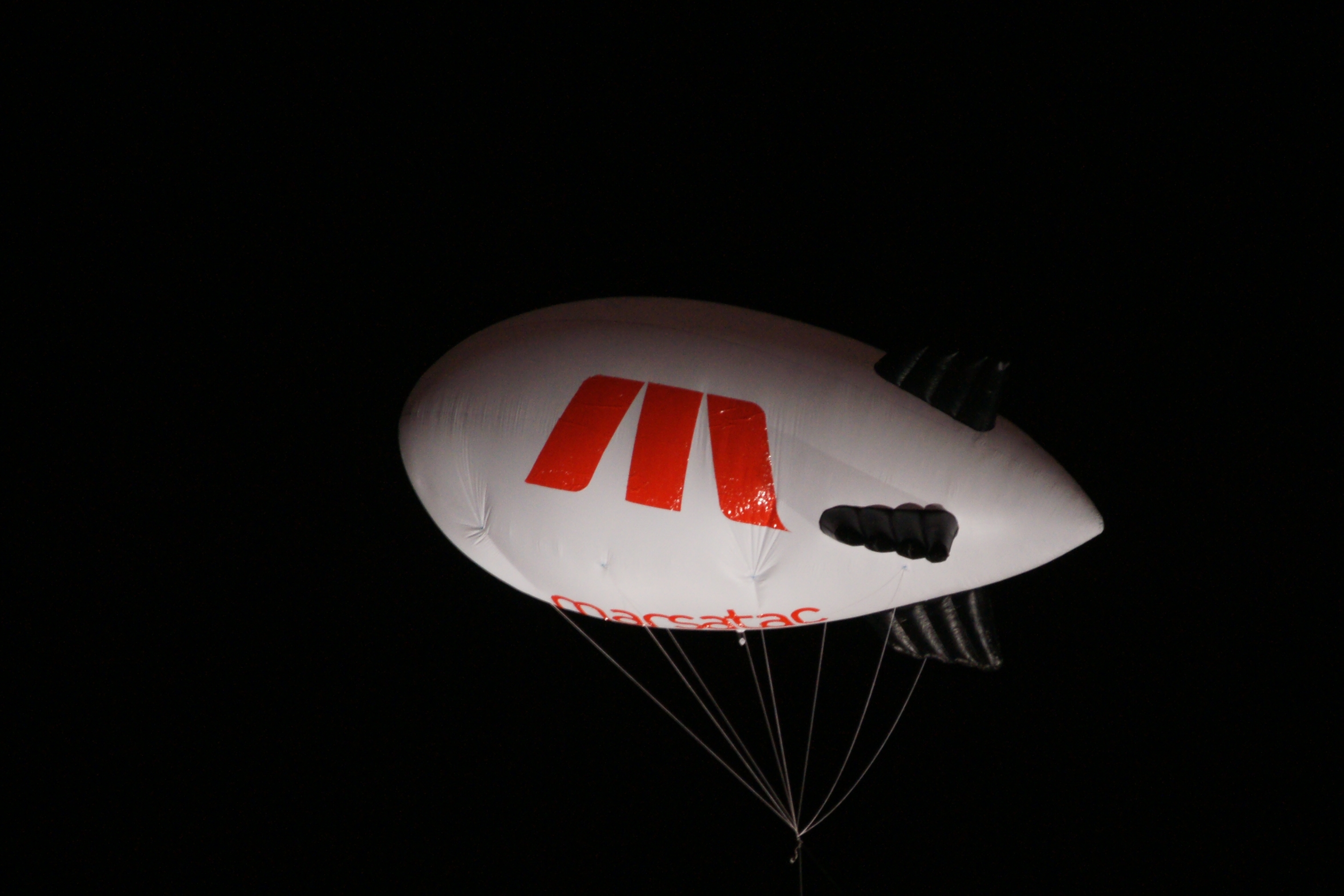
le Zeppelin de Marsatac 2012 au Dock des Suds.

En 2012, le festival se tient dans deux villes différentes : Nîmes et Marseille et avec deux programmations distinctes. Pour la ville de Marseille, c'est un retour au Dock des Suds du 27 au 29 septembre et pour la ville de Nîmes, c'est le tout nouveau complexe musical nîmois Paloma du 20 au 22 septembre.
À l’affiche, à Nîmes : Foreign Beggars, C2C, Electric Guest, Joris Delacroix, John Talabot, Citizens!, Murkage Cartel (en), Fowatile, Set & Match, Skream & SGT Pokes, DJ Kentaro, Woodkid, Kap Bambino, Success, Para One, Von Pariahs, Total Warr, Jupiter, Busy P, SebastiAn, Breakbot, The Zombie Kids, Simian Mobile Disco, le Klub des loosers, Spoek Mathambo, Nguzunguzu, La Shark…
À Marseille : Doom, A state of mind, El-P, Dafuniks, Epic Rain, Ghostpoet, Heymoonshaker, Noisia, Orelsan, Flux Pavilion, Spank Rock, Foreign Beggars, C2C, Madeon, Futtize, Dope D.O.D, Spoek Mathambo, Dilemn Live, Aucan, Murkage, Grems, 2manydjs, James Murphy, Don Rimini, Baxter Dury, Stuck in the sound, James Holden, Nathan Fake, Breakbot, Kap Bambino, Kas Product, Juveniles, Club Cheval…
Le Festival bat de nouveaux records avec une fréquentation (sur l'ensemble des deux villes) de 35 000 personnes.

#### 2013

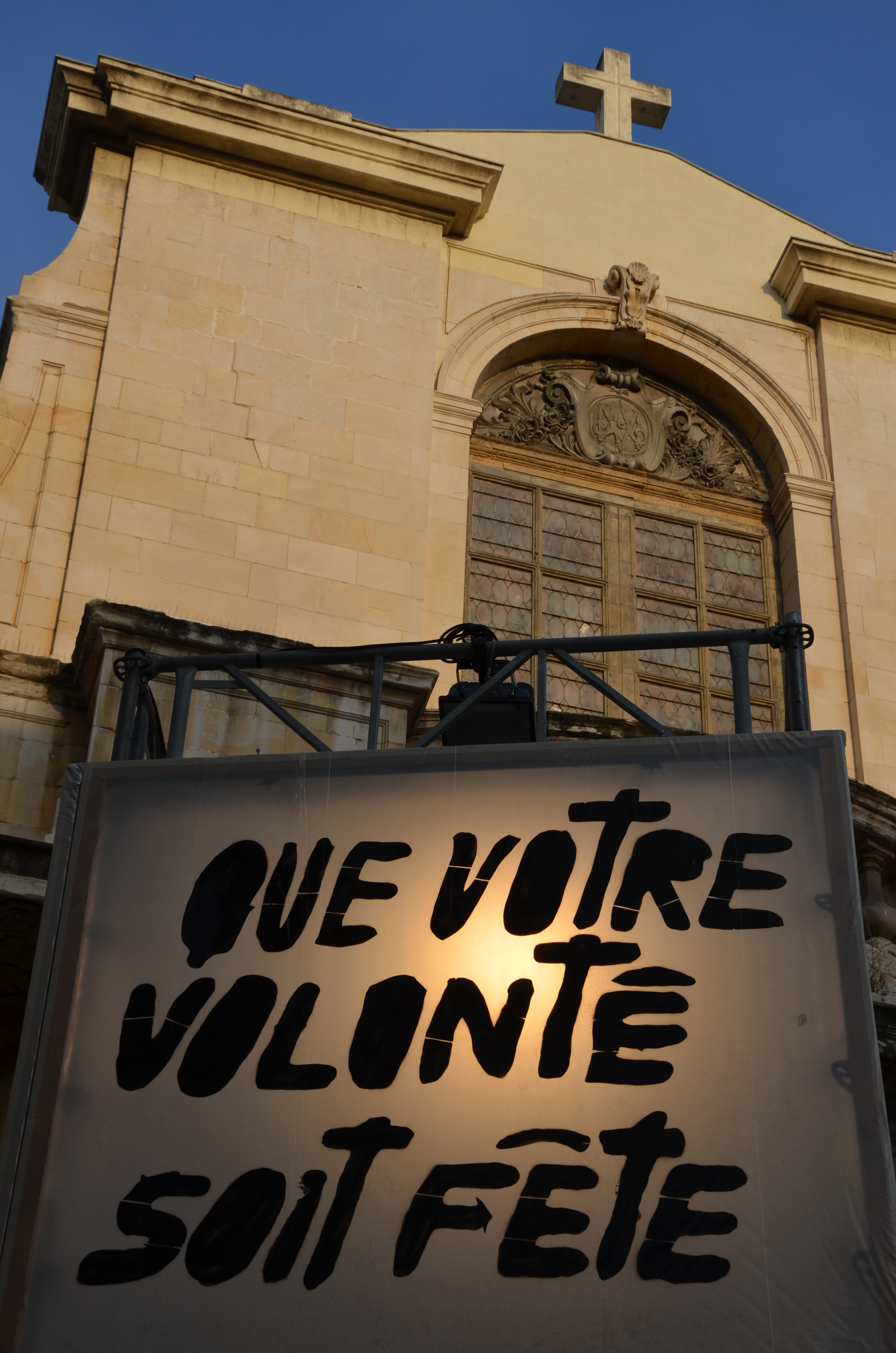
Festival Marsatac 2013.

La quinzième édition s'est déroulée également dans les deux villes de Marseille et de Nîmes, du 19 septembre au 6 octobre 2013, dans le cadre notamment de Marseille-Provence Capitale européenne de la culture.
Pour la ville de Nîmes le festival s'est passé une nouvelle fois au Paloma du 19 au 21 septembre et pour Marseille, en plus du Dock des Suds, le festival fut organisé dans quatre autres lieux, le cinéma l'Alhambra, le cinéma Les Variétés, l'église Saint-Cannat et Le Silo.
À l’affiche, à Nîmes : Vitalic, Laurent Garnier, Sexy Sushi, Boris Brejcha, Jon Hopkins, Juan Maclean (Dj Set), Thomas Azier, Troumaca, Dave Clarke, Bakermat, Joris Voorn, Aufgang, Juveniles, Fuck Buttons, Polysics, Madben, Carbon Airways, Maya Jane Coles, Rone, Kavinsky, Cassius, TÂCHES, Systema Solar, The Stepkids, Salut c'est cool, Clear Soul Forces, Robert Delong…
À l’affiche, à Marseille : Dj Oof, Mister Eleganz, Mother City Blues, Looking4galt, Mars Melody, Aufgang, Carl Craig, Tricky, The Black Angels, Fauve, Nevchehirlian, Husbands, Moderat, Vitalic, The Pharcyde, Magnetic Man, The Procussions, Carbon Airways, Stig Of The Dump, The Stepkids, Systema Solar, Akua Naru, Cape Town Effects, Symbiz Sound, Shangaan Electro, Set & Match, Burning House, St.Lô, Kavinsky, Busy P (Ed Banger Megamix), Squarepusher, Bonobo, Boris Brejcha, Nasser, Lindstrom, Breton, Sexy Sushi, Discodeine, Cashmere Cat, Zombie Zombie, Superpoze, , Gramme, JC Satan, Andromakers, Oniris, Anticlimax, Dissonant Nation…

#### 2014
La seizième édition s'est déroulée à Marseille le 19 septembre au Palais de la Bourse et du 25 au 27 septembre à la Friche de la Belle de Mai. Cette édition a réuni près de 20 000 festivaliers, 50 artistes, 350 médias et 1 025 professionnels.
La soirée d'ouverture au Palais de la Bourse a permis d'accueillir des artistes de renom dans un lieu inédit.
À l'affiche : 2 Many DJ's, The Juan Maclean, Cardini & Shaw.
À l'affiche à la Friche Belle de Mai à Marseille : Acid Arab, Black Strobe Live, Bombay Show Pig, Busdriver, Casseurs Flowters, #Chicago Takeover, Claptone, Coely, Date With Elvis, Dirtyphonics, Eclair Fifi, Ewan Pearson, Fakear, Figure, Freddie Gibbs, Gesaffelstein, Gramatik, Hugo Kant, Just Blaze, Kadebostany, Kenny Larkin, Kid Francescoli, Kid Karate, Monophona, Onra, Publicist, Quantic, Shit Robot, Skip the Use, Superdiscount 3 Live, Tambour Battant, The Driver & Electric Rescue present "W.LV.S", The Glascamp Killer, The Young Gods, Tiga, Trentemøller, Virus Syndicate.

#### 2015
La dix septième édition se déroule du 25 au 26 septembre 2015 à la Friche de la Belle de Mai. Elle est consacrée aux musiques électroniques.
À l'affiche : Anticlimax, Audion Live, Barnt, Boddika, Boris Brejcha, Boys Noize, Brodinski presents Brava, Clap! Clap!, Club Cheval Live, Collectif arbuste, Cotton Claw, Dave Clarke, Débruit, Floating Points, Infected Mushroom, Joris Delacroix Live, Joy Orbison (en), Max Cooper, Ninos Du Brasil, Paula Temple, Rone, Salut C'est Cool, SOPHIE, Superpoze, Tale Of Us, Vandal, Vessel.

#### 2016
L'édition 2016 se déroule à la Friche de la Belle de mai les 23 et  24 septembre 2016, et renoue avec les origines du festival avec une programmation hip-hop pour la première nuit, et éléctro pour la deuxième.
Pour cette 18e édition, le festival a mis en place un programme d'ouverture réparti sur le mois de septembre avec onze événements à travers Marseille, et à Paris. Ces « rendez vous » ont réuni plus de 2 000 festivaliers autour d'événements culturels variés en cohérence avec l'idéologie et les valeurs du festival, comme la venue du label allemand Raster-Noton au Baby club de Marseille, ou l'avant première d'un documentaire sur le beatbox avec des artistes comme Rahzel.
À l'affiche : Odezenne, Chinese Man feat Tumi & Youthstar, Ghostface Killah & Raekwon, Flatbush Zombies, Flava D, Perfect Hand Crew, Killason, DJ DJel, Jazzy Band, Ocean Wisdom, Alo Wala, Panama Bende, Gnucci, Little Simz, Lady Leshurr, DJ Fly & DJ Netik, Thylacine, MSTRKRFT, Richie Hawtin, Agoria B2B Louisahhh, Marcel Dettmann, Ghost of Christmas, Flavien Berger, French 79, Maestro, Paranoid London, Comah, Andromakers, George Fitzgerald, Mind against, Chris Liebing.

#### 2017
L'édition 2017 voit l'arrivée de deux nouveautés : le festival change de période et se déroule au tout début de l'été et non plus à la toute fin, les 23 et 24 juin 2017, et le lieu change pour le parc Chanot, parc des expositions de Marseille.
Les artistes de la programmation : Actress, Alltta (20syl & Mr J. Medeiros), Birdy Nam Nam, Bon Gamin Ent. & Prince Waly, Borgore, De La Soul, Demi Portion, Die Antwoord, Dubfire, la reformation exclusive de la Fonky Family, Guirri Mafia, House of Pain, Humantronic B2B Margot Maccario, Kid Francescoli, Little Simz, Machine Gun Kelly, Meute, Michael Mayer, Mr Oizo, Nicolas Jaar, Nova Twins, Powell, Princess Nokia, Roman Flügel, Sango, Soulwax, Suicideboys, Tommy Eash, Vald, WhoMadeWho, Young Fathers.

#### 2018
Le festival Marsatac célèbre sa 20e édition les 14 et 15 juin 2018 au Parc Chanot à Marseille et le 16 juin sur la plage du Petit Roucas de Marseille avec une fréquentation record de 35 000 festivaliers.
On y retrouve IAM, Nekfeu, Paul Kalkbrenner, Nina Kraviz, Hungry 5 (feat. Worakls N'To & Joachim Pastor), Petit Biscuit, Sam Paganini, Amelie Lens, Lomepal, Moha La Squale, Rejjie Snow, Roméo Elvis, Boris Brejcha, Bicep, Ben Ufo, Blawan, Gangue, Ho99o9, Nasser, Chloé, Aloha Orchestra, Biffty & DJ Weedim, J.I.D & Earthgang, Kokoko!, Lord Esperanza, Myth Syzer, Ross From Friends, Wilko & NDY.

#### 2019
L'édition 2019 se déroule les 15 et 16 juin 2019 au Parc Chanot à Marseille et le 17 juin sur la plage du Petit Roucas de Marseille. La fréquentation totale de cette édition est de 30 000 festivaliers.
Niveau programmation, on trouve Eddy de Pretto, Orelsan, Polo & Pan, The Blaze, Adam Beyer, Alpha Wann, Caballero & Jeanjass, Carl Craig A2A Bambounou, Charlotte de Witte, Columbine, Dima aka Vitalic, Iamddb, Jon Hopkins, Josman, Mall Grab, Odezenne, Paula Temple, SCH, AZF, Deena Abdelwahed, Denis Sulta, Folamour, Glints, Haai, Juicy, Kampire, Lion's Drum, Ouai Stephane, Sho Madjozi, S.Pri Noir, Tropicold, Zamdane.

### Années 2020

#### 2020
L'édition 2020 devait se tenir les 26 et 27 juin 2020 au Parc Chanot à Marseille et le 28 juin sur la plage du Petit Roucas de Marseille. Elle a été reportée aux 11, 12 et 13 juin 2021 en raison de la pandémie de Covid-19.
La programmation prévoyait initialement notamment : Étienne de Crécy, Nas, Psy 4 de la Rime, PLK, Marc Rebillet, Modeselektor, Anetha, Casual Gabberz, Earthgang, I Hate Models, Kid Francescoli, Roüge, Sentimental Rave, Zola…

#### 2021
L'édition 2021 a lieu dans un contexte de restrictions des rassemblements dans le contexte de la pandémie de Covid-19. Ainsi, le festival est limité à accueillir un maximum de 5 000 personnes par journée. De ce fait, le festival change à nouveau de lieu pour s'installer au parc Borély à Marseille, qui, bien qu'offrant moins d'espace que le parc Chanot, dispose d'un cadre plus agréable avec pelouses, arbres, ou encore le décor offert par le château Borély. Cette édition baptisée "Capsule" a finalement lieu, non pas du 11 au 13 juin 2021 comme prévu avec le report de l'édition 2020, mais du 20 au 22 août 2021 pour une affluence totale de 13 000 festivaliers.
La programmation accueille 27 artistes : APG, Alonzo & Naps, Cookie, Betty B2B Louise Chen, Bobba A$H, Brodinski, Goldie B, La Famille Maraboutage & Decay, LB AKA Labat Live, L'Impératrice, Louisahhh Live Band, Moesha 13, Moïze Turizer, PLK, Poupie, Pincess Nokia, Reÿn, Soso Maness, Sébastien Tellier, Sofiane, Tessae et Tobhi.

#### 2022
Pour l'édition 2022, malgré la fin des restrictions sanitaires, le festival demeure au parc Borély. Il se déroule du 10 au 12 juin 2022 et accueille un nouveau record de 40 000 festivaliers. 
NIveau programmation, ce sont 52 artistes qui seront présents, répartis sur 4 scènes : le Château (scène principale, au bout de l'allée principale devant le château), le Lac (scène électro, au bord du lac du parc), la Prairie et la Frappe (scène du jeune milieu rap marseillais).
On retrouve Achim, Alignment, Amelie Lens, Asboy, Babysolo33, Bobba A$H, Bwi-Bwi, Calling Marian, Central Cee, Charlotte Adigéry & Bolis Pupul, Damso, Days In Orbit, Dirlo, DJ Mell G, Dub Striker, Dylan Dylan, Eclair Fifi, Fokca, French 79, Gargäntua, Get A Room!, Ichon, I Hate Models, I. Jordan, Joanna, Kayla, Khara, La Fève, Laurent Garnier, Laylow, LSDXOXO, Malo Williams, Mara, Marina Trench, M.I.A., Mila Dietrich, Mall Grabminor Black, Moderat, Oboy, Partiboi69, PPJ, Radio Nova Soundsystem, Roüge, S3A, Sally C, Siloh, Stony Stone, The Blessed Madonna, Tobhi, Toots, Vazy Julie et Zamdane.

#### 2023
L'édition 2023 a lieu du 16 au 18 juin 2023 toujours au parc Borély et bat à nouveau son record d'affluence avec 43 000 personnes sur les trois jours. On retrouve les 4 scènes de l'édition précédente avec le Château, le Lac, la Prairie (qui change d'emplacement près de la buvette du lac) et la Frappe.
Les artistes présents sont : Achim, Airod, Anetha, APG, Ascendant Vierge, Aya Nakamura, Bianca Costa, Ceephax Acid Crew, Charlie Sparks, Dana Montana, Eloi, Folamour, Gazo, Hamza, Hector Oaks, J9ueve, Jeune Lennon, Josman, Kabeaushé, Kerchak, Khali, les artistes de la Frappe, Lander et Adriaan, Lazuli, Le Mac, Le Rat Luciano, Leo Luscher, Makoto San, Meryl, Pablo Bozzi, Paula Tape, Pausé, PLK, Prince Waly, Romane Santarelli, Sara Landry, SPFDJ, STLR, TDJ, Theodora, Tiakola, Trym, Tue l'Amour, Twerkistan, UNIIQU3